# جان باولو باتيستا دي فرانكا
جان باولو باتيستا دي فرانكا هو لاعب كرة قدم برازيلي في مركز الدفاع، ولد في 21 نوفمبر 1981 في ريسيفي في البرازيل. لعب مع أتلتيكو مينيرو وأنقرة غوجو والنادي الرياضي المركزي وسبورت ريسيفي ونادي تريزه ونادي غاما ونادي فاسكو دا غاما ونادي فورتاليزا.